# Maximiliano Silvera
Maximiliano Silvera, vollständiger Name Maximiliano Joaquín Silvera Cabo, (* 5. September 1997 in Pando) ist ein uruguayischer Fußballspieler.

## Karriere
Der 1,76 Meter große Mittelfeldakteur Silvera steht seit der Clausura 2015 im Kader der Profimannschaft des Club Sportivo Cerrito. Dort feierte er am 21. März 2015 sein Debüt in der Segunda División, als ihn Trainer Ernesto Vignole bei der 2:4-Heimniederlage gegen Villa Española in der 71. Spielminute für Matías Ferrale einwechselte. In jener Halbserie bestritt er insgesamt zwei Spiele (kein Tor) in der Liga. In der Saison 2016 wurde er zwölfmal in der zweithöchsten uruguayischen Spielklasse eingesetzt. Ein Tor schoss er nicht.